# Obermarkersdorf
Obermarkersdorf ist ein Ort und eine Katastralgemeinde in der Stadtgemeinde Schrattenthal im Bezirk Hollabrunn in Niederösterreich. Der Markt liegt südwestlich von Retz. Die Ortschaft hat 362 Einwohner (Stand 1. Jänner 2024). Bis Ende 1968 war Obermarkersdorf eine eigenständige Gemeinde.

## Geologie
Geologisch wird das Becken von Obermarkersdorf mit historischen Ziegelöfen genannt.

## Geschichte
Urkundlich wurde 1170 der Ort erstmals genannt. 1357 und 1489 wurde der Ort als Markt genannt.
Laut Adressbuch von Österreich waren im Jahr 1938 in der Ortsgemeinde Obermarkersdorf ein Bäcker, zwei Binder, ein Fleischer, ein Gastwirt, zwei Gemischtwarenhändler, eine Hebamme, ein Schmied, ein Schneider und eine Schneiderin, ein Schuster, eine Sparkasse, ein Tischler, ein Wagner, zwei Weinhändler, zwei Weinsensale und mehrere Landwirte ansässig. Weiters gab es außerhalb des Ortes eine Ziegelei.
Mit 1. Jänner 1969 wurden im Zuge der Niederösterreichischen Kommunalstrukturverbesserung die bis dahin selbständigen Gemeinden Obermarkersdorf und Waitzendorf mit Schrattenthal fusioniert.

### Verbauung
Das Dreieckangerdorf hat eine lockere Verbauung mit Haken- und Zwerchhöfen.

## Kultur und Sehenswürdigkeiten

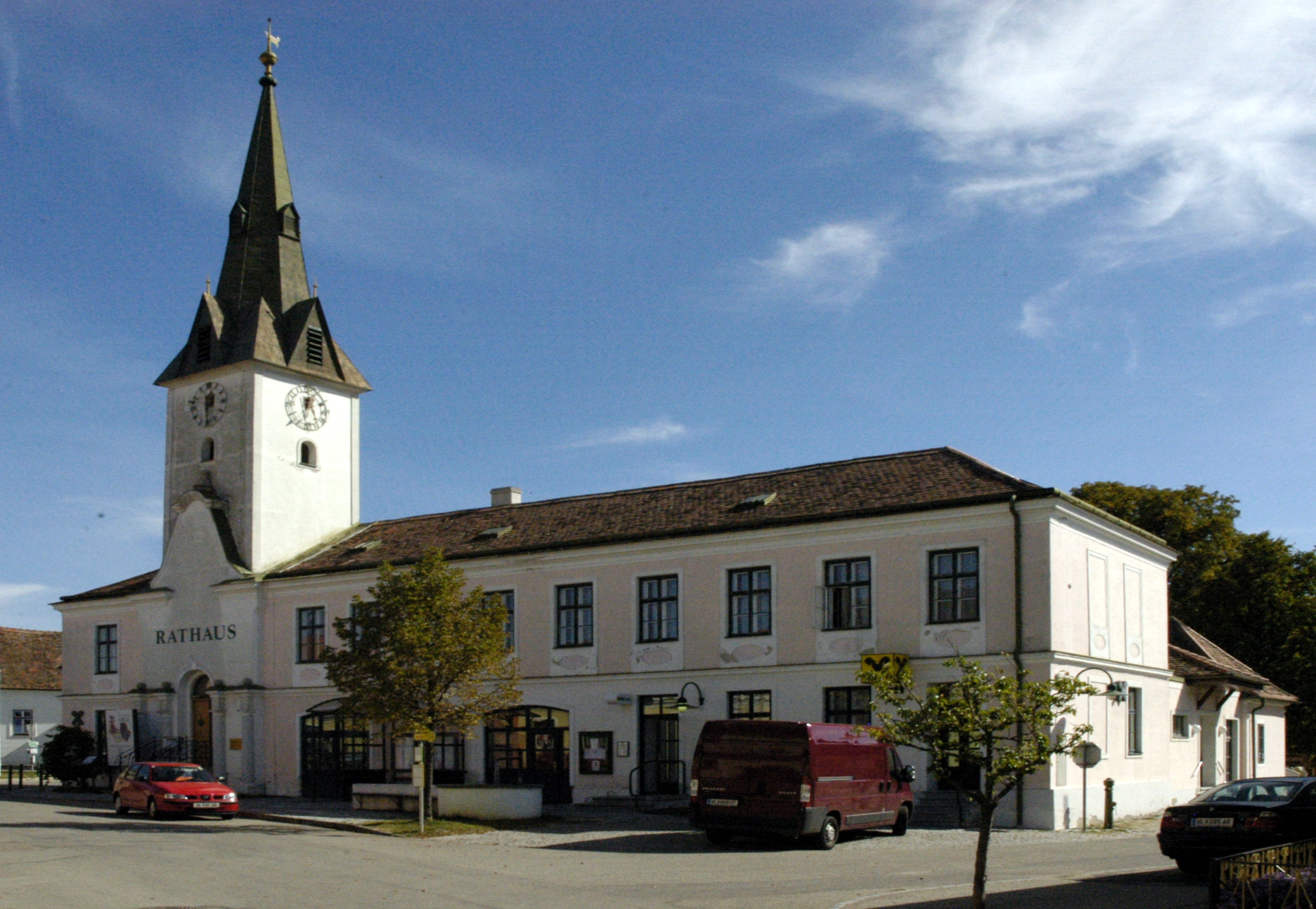
Rathaus

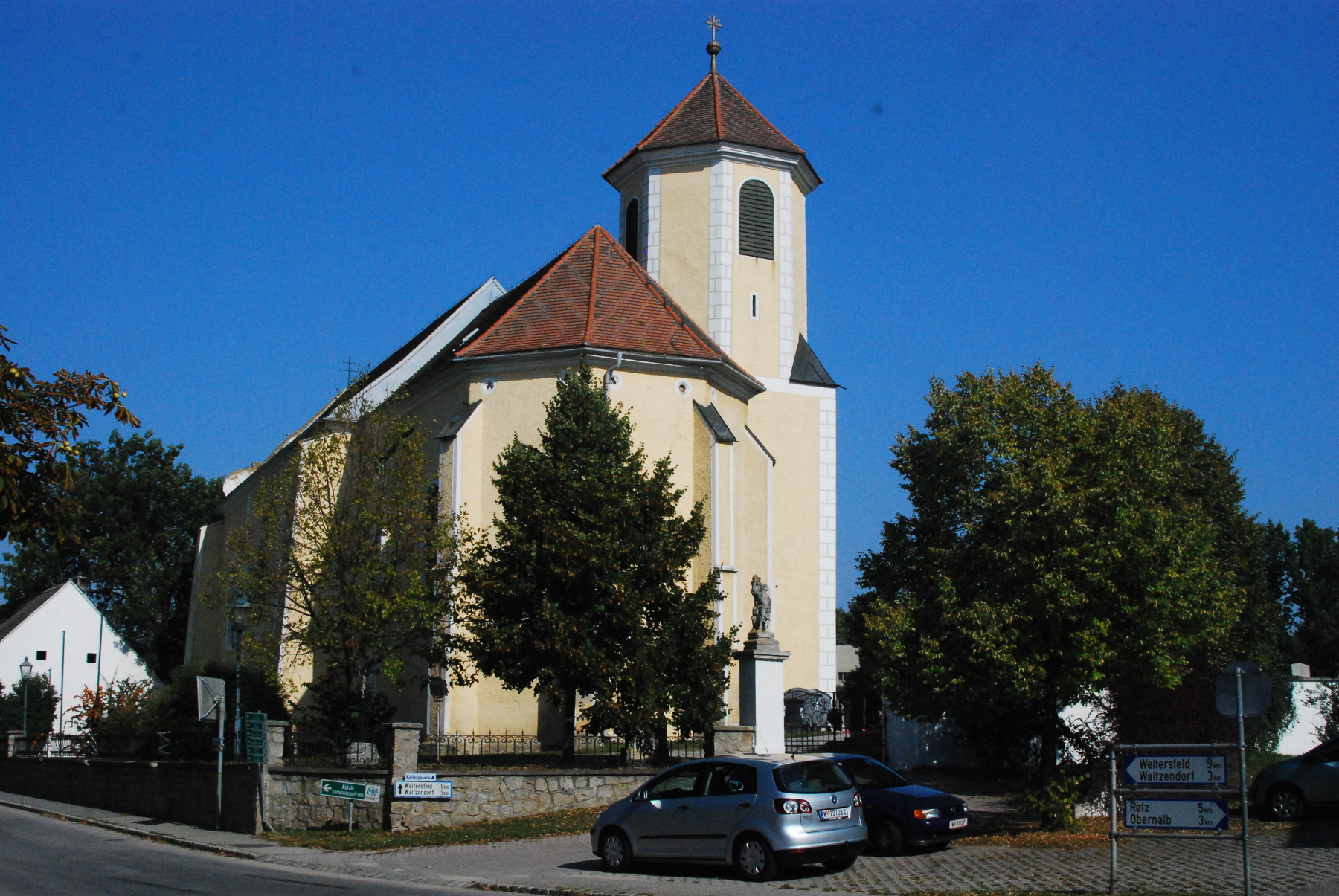
Pfarrkirche Obermarkersdorf

- Rathaus der Stadtgemeinde Schrattenthal
- Katholische Pfarrkirche Obermarkersdorf Hll. Nikolaus und Urban
- Friedhof mit Portal mit barocken Figuren
- Wegkapelle Christus in der Rast
- Figur Maria Immaculata auf dem Anger
- Figur Johannes Nepomuk bei der Dorfbrücke

## Auszeichnungen
- 1998 Europäischer Dorferneuerungspreis

## Wirtschaft und Infrastruktur

### Vereine
- Freiwillige Feuerwehr Obermarkersdorf
- Feuerwehrmusikkapelle Obermarkersdorf

## Persönlichkeiten
- Christoph von Eyczing (1501–1563), Adeliger, führte in Obermarkersdorf den evangelischen Glauben ein.
- Norbert Sprongl (1892–1983), Komponist